# Сабельникова, Агафья Антоновна

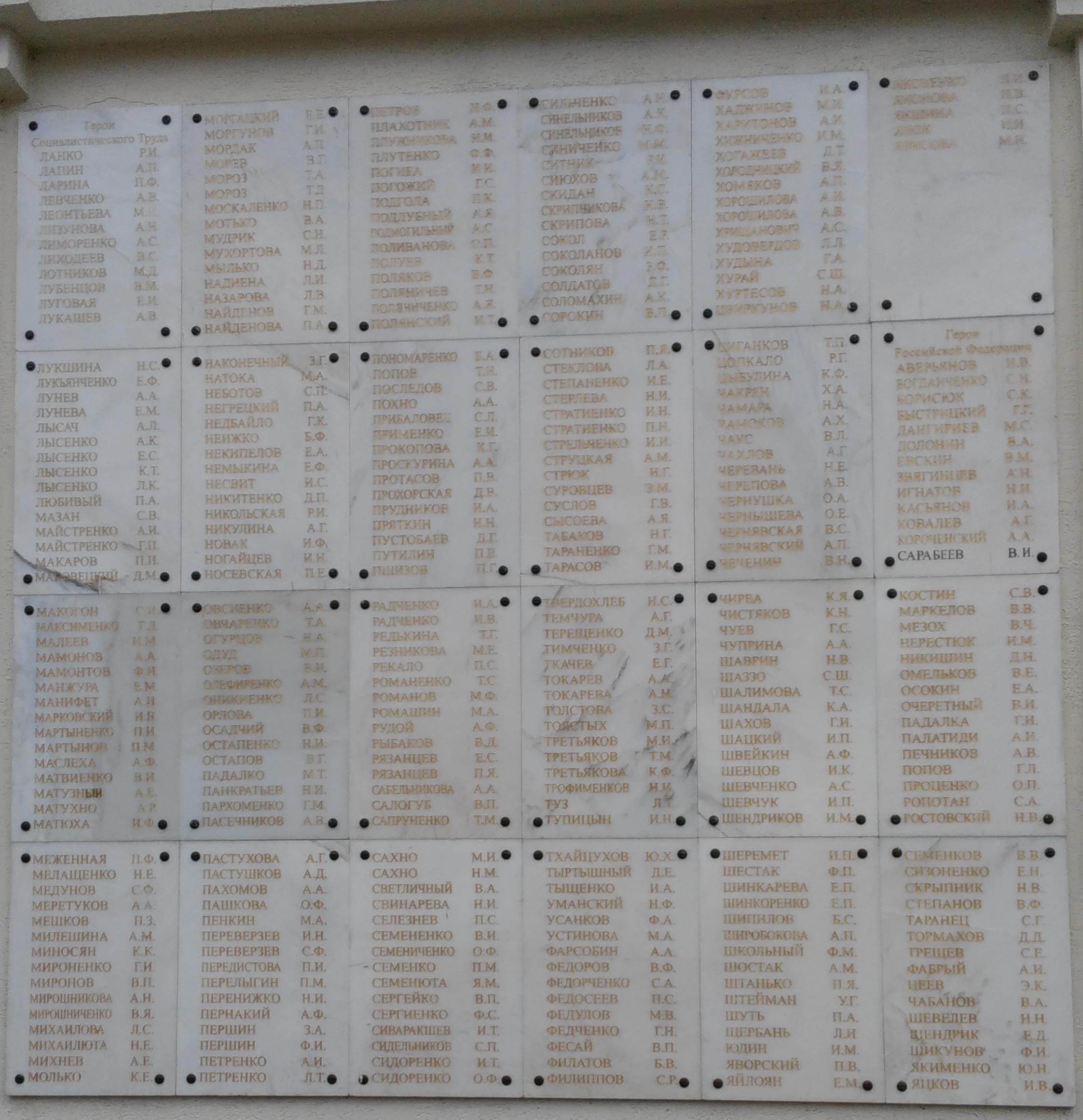
Мемориальная доска с именами Героев Социалистического Труда Кубани и Адыгеи. Краснодар

Агафья Антоновна Сабельникова (1910—?) — звеньевая семеноводческого совхоза «Кубань» Министерства совхозов СССР, Гулькевичский район Краснодарского края. Герой Социалистического Труда (06.04.1948).

## Биография
Родилась в 1910 году в станице Тифлисской, ныне станица Тбилисская - районный центр Краснодарского края. Русская.
С 1927 года работала в семеноводческом хозяйстве, преобразованном в совхоз «Кубань», позже возглавила полеводческое звено по выращиванию зерновых.
Восстанавливала разрушенное войной хозяйство в послевоенные годы 4-й пятилетки (1946-1950). Звеньевая 4-го отделения Агафья Сабельникова выступила инициатором соревнования среди звеньевых совхоза и обязалась собрать урожай на каждом гектаре 25-30 центнеров озимой пшеницы.
Используя достижения науки в растениеводстве совхоз показал высокие результаты. Правительство высоко оценило труд рабочих и специалистов совхоза, Указом Президиума Верховного Совета СССР большая группа работников совхоза, за получение высоких урожаев, была награждена орденами и медалями. Директор семеноводческого совхоза «Кубань» Прудников, Иван Александрович, получивший урожай пшеницы 31,3 центнера с гектара на площади 374,5 гектара, и ещё одиннадцать человек удостоены почётного звания Героя Социалистического труда.
По итогам работы в 1947 году звено Агафьи Сабельниковой получен наибольший в совхозе урожай озимой пшеницы 38,7 центнеров с гектара на площади 8 гектаров..
Указом Президиума Верховного Совета СССР от 6 апреля 1948 года за получение высоких урожаев пшеницы при выполнении совхозами плана сдачи государству сельскохозяйственных продуктов в 1947 году и обеспеченности семенами всех культур в размере полной потребности для весеннего сева 1948 года звеньевой семеноводческого совхоза «Кубань» Сабельниковой Агафье Антоновне присвоено звание Героя Социалистического Труда с вручением ордена Ленина и золотой медали «Серп и Молот».
Была неоднократной участницей ВСХВ и ВДНХ, и в последующие годы её звено добивалось высоких показателей в социалистическом соревновании продолжало получать отличные урожаи.

## Награды
- Медаль «Серп и Молот» (06.04.1948);
- Орден Ленина (19.03.1947).
- Орден Ленина (06.04.1948).
- Медаль «За трудовую доблесть»
- Медаль «В ознаменование 100-летия со дня рождения Владимира Ильича Ленина» (6 апреля 1970)
- Медаль «Ветеран труда»
- медалями ВСХВ и ВДНХ

- и другими
- Отмечена грамотами и дипломами.

## Память
- На могиле установлен надгробный памятник.
- Имя Героя золотыми буквами вписано на мемориальной доске в Краснодаре.
- В 2012 году открыта «Аллея Славы» у дворца культуры поселка Кубань с портретом Героя совхоза.